# 长茎无心菜
长茎无心菜（学名：Arenaria longicaulis）是石竹科无心菜属的植物，是中国的特有植物。分布在中国大陆的云南等地，目前尚未由人工引种栽培。
其种加词“Longicaulis”意为“长茎的”。
现接受名为长茎齿缀草（Odontostemma longicaule (C.Y.Wu ex L.H.Zhou) Rabeler & W.L.Wagner, 2016）。

## 异名
- Arenaria longicaulis C. Y. Wu ex L. H. Zhou